# Wynn-kísérlet
Karen Wynn pszichológiaprofesszor egy 1992-es szeminárium keretében olyan kísérleteket végzett, melyek 5 hónapos csecsemők matematikai képességeit vizsgálták. Ezek során arra a következtetésre jutott, hogy nagyon kis számokkal már az ilyen korúak is képesek az összeadás fejbeni elvégzésére.
Vizsgálatában egy kis bábszínházat használt színpaddal és egy paravánnal. Oldalról benyúlt a kísérletvezető keze és egy Mickey egér babát rakott a színpad közepére, majd felemelkedett a paraván, amely eltakarta a behelyezett tárgyat. Ezután megjelent kísérletvezető keze egy másik Mickey egérrel, bevitte azt a paraván mögé és üresen távozott. Ezután leengedték a paravánt.
A csecsemők kétféle lehetséges eredményt láthattak: az egyikben két Mickey egér maradt a paraván eltűnésekor a színpadon (helyes eredmény), a másikban csak egy (a másikat észrevétlenül kicsempészték), vagy három (helytelen eredmények). A matematikai törvényeknek nem megfelelő eredményt kapó babák mérhetően hosszabb ideig bámulták a Mikiegérfigurákat, mint akik előtt a helyes eredményt leplezték le; ebből Wynnék arra következtettek, hogy meglepte őket az eredmény.
Ezt az eredményt azóta több laboratórium is megerősítette különféle módszerekkel. Egy másik 1992-es kísérletben 18-35 hónapos kisgyerekeket vizsgáltak. A kisebbek kis számokra jól válaszoltak, de a nagyobbakra nem; a nagyobb gyerekek jól számoltak ötig.

## Állatkísérletek Wynn nyomán
Egyes állatok szintén mutatnak hasonló matematikai képességeket. Főként a főemlősöket vizsgálták. 1995-ben Wynn kísérletét elvégezték majmokon is; a bábuk helyett tojásgyümölcsöket használva. A rhesus makákók és a gyapjasfejű tamarinok az emberi csecsemőkhöz hasonlóan teljesítettek. Sőt, miután megtanítottak egy csimpánzot a 0-tól 4-ig terjedő arab számjegyek jelentésére, az képes volt további tanítás nélkül összeadni két számot.